# Yassine Ben Hamed
Yassine Ben Hamed (Villeurbanne, 24 maart 2003) is een Frans voetballer die sinds 2021 onder contract ligt bij Antwerp FC.

## Clubcarrière
Ben Hamed genoot zijn jeugdopleiding bij AS Villeurbanne EL, Olympique Lyon en Lille OSC. In het seizoen 2019/20 vertegenwoordigde hij de U19 van de club in de UEFA Youth League. In het seizoen 2020/21 speelde hij drie competitiewedstrijden voor het B-elftal van Lille, dat toen uitkwam in de Championnat National 3. Ben Hamed sprokkelde die speelminute weliswaar in het begin van het seizoen, want in oktober 2020 werd de competitie reeds stopgezet vanwege de coronapandemie. Uiteindelijk koos Ben Hamed er zelf voor om zijn contract bij Lille niet te verlengen.
In juli 2021 ondertekende hij een contract voor vier seizoenen bij de Belgische eersteklasser Antwerp FC. Op 25 juli 2021 maakte hij daar zijn profdebuut: op de openingsspeeldag van de Jupiler Pro League mocht hij tegen KV Mechelen in de 73e minuut invallen voor Robbe Quirynen.

## Clubstatistieken
| Seizoen         | Club            | Land               | Competitie             | Competitie | Competitie | Beker | Beker | Supercup | Supercup | Europees | Europees | Totaal | Totaal |
| Seizoen         | Club            | Land               | Competitie             | Wed.       | Dlp.       | Wed.  | Dlp.  | Wed.     | Dlp.     | Wed.     | Dlp.     | Wed.   | Dlp.   |
| --------------- | --------------- | ------------------ | ---------------------- | ---------- | ---------- | ----- | ----- | -------- | -------- | -------- | -------- | ------ | ------ |
| 2020/21         | Lille OSC B     | Vlag van Frankrijk | Championnat National 3 | 3          | 0          | —     | —     | —        | —        | —        | —        | 3      | 0      |
| 2021/22         | Antwerp FC      | Vlag van België    | Eerste klasse A        | 1          | 0          | 0     | 0     | —        | —        | —        | —        | 1      | 0      |
| Carrière totaal | Carrière totaal | Carrière totaal    | Carrière totaal        | 4          | 0          | 0     | 0     | 0        | 0        | 0        | 0        | 4      | 0      |

Bijgewerkt op 16 augustus 2021.

## Interlandcarrière
Ben Hamed was in het verleden Frans jeugdinternational.
2 Corbanie ·
3 B. Engels ·
4 Riedewald ·
5 Deman ·
6 Odoi ·
7 Kerk ·
8 Praet ·
9 Chery ·
10 Balikwisha ·
14 Valencia ·
18 Janssen ·
20 Doumbia ·
22 Adekami ·
23 Alderweireld  ·
25 Bataille ·
26 Bozhinov ·
30 Scott ·
33 Van den Bosch ·
46 Smits ·
54 Renders ·
75 Verstraeten ·
81 Devalckeneer ·
91 Lammens ·
Coach: Andries Ulderink